# Nana Ichise
Nana Ichise (市瀬 菜々, Ichise Nana), née le 4 août 1997, est une joueuse internationale de football japonaise.

## Biographie
Le 9 avril 2017, elle fait ses débuts avec l'équipe nationale japonaise contre l'équipe du Costa Rica. Elle participe à la Coupe du monde 2019. Elle compte 19 sélections en équipe nationale du Japon.

## Statistiques
Le tableau ci-dessous présente les statistiques de Nana Ichise en équipe nationale
| Équipe du Japon | Équipe du Japon | Équipe du Japon |
| Année           | Matchs          | Buts            |
| --------------- | --------------- | --------------- |
| 2017            | 6               | 0               |
| 2018            | 9               | 0               |
| 2019            | 4               | 0               |
| Total           | 19              | 0               |

## Palmarès
- Vainqueur de la Coupe d'Asie 2018
- Troisième de la Coupe du monde des moins de 20 ans 2016
- Vainqueur de la Coupe du monde des moins de 17 ans 2014